# Jamaica en los Juegos Olímpicos de Sochi 2014
Jamaica estuvo representada en los Juegos Olímpicos de Sochi 2014 por dos deportistas que compitieron en bobsleigh. Responsable del equipo olímpico fue la Asociación Olímpica de Jamaica, así como las federaciones deportivas nacionales de cada deporte con participación.
El portador de la bandera en la ceremonia de apertura fue el deportista de bobsleigh Marvin Dixon. El equipo olímpico jamaiquino no obtuvo ninguna medalla en estos Juegos.